# Ушаральський сільський округ (Панфіловський район)
Ушара́льський сільський округ (каз. Үшарал ауылдық округі, рос. Ушаралский сельский округ) — адміністративна одиниця у складі Панфіловського району Жетисуської області Казахстану. Адміністративний центр — село Ушарал.
Населення — 5361 особа (2021; 5095 у 2009, 4859 у 1999, 4357 у 1989).
Станом на 1989 рік існувала Орталицька сільська рада (села Кизилжиде, Ушарал).

## Склад
До складу округу входять такі населені пункти:
| Населений пункт | Населення, осіб (1989) | Населення, осіб (1999) | Населення, осіб (2009) | Населення, осіб (2021) |
| --------------- | ---------------------- | ---------------------- | ---------------------- | ---------------------- |
| Акарал, село    | -                      | 273                    | 553                    | 324                    |
| Кизилжиде, село | 79                     | 237                    | 348                    | 244                    |
| Ушарал, село    | 4278                   | 4349                   | 4194                   | 4785                   |